# Paragvaj – Herceg-Bosna, prijateljska utakmica (1996.)
Međunarodna prijateljska nogometna utakmica Paragvaj – Herceg-Bosna jedina je utakmica Nogometne reprezentacije Herceg-Bosne protiv neke druge nogometne reprezentacije.

## Utakmica
Paragvajska nogometna reprezentacija i Nogometna reprezentacija Herceg-Bosne odigrali su prijateljska nogometnu utakmicu 21. travnja 1996. godine u paragvajskome glavnome gradu, Asunciónu. Tu utakmicu Paragvajski nogometni savez (zabilježena je kao 425.) i FIFA vode kao službenu utakmicu protiv Bosanskohercegovačke nogometne reprezentacije, ↓1 a Paragvajska nogometna reprezentacija pobijedila je s 3:0 (1:0).

## Zapisnik
| 21. travnja 1996. 10.988 gledatelja                     |           |              |                                                               |
| Paragvaj                                                | 3:0 (1:0) | Herceg-Bosna | Estadio Defensores del Chaco, Asunción Sudac: Oscar Velázquez |
| Carlos Gamarra 21' Edgar Báez 53' Virgilio Ferreira 60' |           |              | Estadio Defensores del Chaco, Asunción Sudac: Oscar Velázquez |

|  |  |

|  | José Luis Chilavert                                                                         |
|  | Francisco Arce                                                                              |
|  | Carlos Gamarra                                                                              |
|  | Catalino Rivarola                                                                           |
|  | Pedro Sarabia                                                                               |
|  | Roberto Miguel Acuña                                                                        |
|  | Estanislao Struway                                                                          |
|  | Edgar Báez                                                                                  |
|  | Jorge Luis Campos                                                                           |
|  | Virgilio Ferreira                                                                           |
|  | Gustavo Sotelo                                                                              |
|  | još su igrali: Silvio Suárez Harles Bourdier Arístides Rojas Hugo Sosa Miguel Ángel Benítez |
|  | Izbornik:                                                                                   |
|  | Paulo Cesar Carpeggiani                                                                     |

|  | Goran Dukić                                    |
|  | Tihomir Skoko                                  |
|  | Jure Kordić                                    |
|  | Mirko Babić                                    |
|  | Zoran Bubalo                                   |
|  | Boro Matan                                     |
|  | Ivica Ravlić                                   |
|  | Slaven Musa                                    |
|  | Tihomir Bogdan                                 |
|  | Ante Marinović                                 |
|  | Anđelko Marušić                                |
|  | još su igrali: Andrija Sušac Mladen Bartolović |
|  | Izbornik:                                      |
|  | Branko Međugorac                               |

## Zanimljivosti
- Zbog istih boja dresova (bijelo-crvenih) dvije reprezentacije Nogometna reprezentacija Herceg-Bosne odgrala je tu utakmicu u posuđenim pričuvnim dresovima Paragvajske nogometne reprezentacije.[4]
- O utakmici je snimljen dokumentarni film Paragvaj – Herceg-Bosna, Asuncion '96 autora Alberta Pehara.[5]